# حلال عليك (فلم)
حلال عليك هو فيلم مصري عرض عام 1952، بطولة إسماعيل ياسين وثريا حلمي وإلياس مؤدب، قصة وسيناريو عيسى كرامة وحوار جمال حمدي، ومن إخراج عيسى كرامة.

## قصة الفيلم

### ملخص القصة
تدور قصة الفيلم حول رجل ثري توفي تاركاً ثروة كبيرة لم يوصي بها لاحد من اقاربة بل افهمهم بأن ثروته مخبأة بالقصر الذي ولد فيه ومن يجدها فهي حلال عليك اما اذا تساءلتم لماذا تصرف كذلك فستجدون ردا على سؤالكم هذا في خطاب مودع في نفس المكان الذي اودعت به الثروة.

### القصة كاملة
مات محروس دياب وترك ثروته للورثة، أخيه حسن (عبد الحميد بدوي) وابنته ثريا (ثريا حلمي) وزوجته (عزيزة بدر) وابن أخيه معلوف (إلياس مؤدب) المقيم في الشام وابن أخيه الآخر إسماعيل (إسماعيل ياسين) وأخته عنايات (صالحة قاصين) ثقيلة السمع، وكانت الثروة مخبأة في مكان ما بالقصر وهي خالصة لمن يجدها منهم، وقد قام بتلاوة الوصية سكرتير المرحوم فريد بيه (إستيفان روستي) الذي يقيم بالقصر مع عشيقته طأطأ (هدى شمس الدين) ويدعي أنها أخته، كان المرحوم يحب إسماعيل وقد أرسل له أخيراً خطاب اعتقد فريد أن بهذا الخطاب ما يدل على مكان الثروة فطلب من طأطأ إستدراج إسماعيل لسرقة الخطاب منه، وكان على حائط بصالون القصر ساعة حائط على هيئة رأس حمار تنهق كل ساعة، اعترض الخادم أحمد على تصرفات فريد بيه فقام أحد أفراد عصابته (طوسون معتمد) بقتله وإخفاء جثته في حجرة معلوف وقد رآهم ابن القتيل الصغير وطاردته العصابة ولكنه إستطاع الهرب منهم لأنه يعرف خبايا القصر، وإدعى فريد أنه شاهد الخادم أحمد يسرق فطرده من المنزل ولجأ فريد إلى حيلة لإبعاد الجميع عن القصر ليبحث هو وعصابته عن الثروة، وذلك بأن إدعى قدرته على تحضير الأرواح وقام بتحضير روح المرحوم والتي تجسدت في طأطأ لتذكر كل منهم بموقف سلبي مع المرحوم ولذلك صنع فيهم هذا المقلب وأنه لا توجد ثروة بالمرة، اقتنع الجميع وقرروا الرحيل ولكن وقعت ورقة من فريد عثرت عليها ثريا بها معلومات منقولة من مفكرة المرحوم فأدركت الملعوب وبلغت الجميع، كانت ثريا مخطوبة لإسماعيل الذي كان على علاقة طيبه بابن عمه معلوف فإتفق الثلاثة على الاتحاد والبحث عن الثروة معا، حاولت العصابة الحصول على الخطاب الذي يحتفظ به إسماعيل وإخافة الجميع ليهربوا وذلك بأن يظهروا لهم الجثة المخبأة وإظهار بعض الأشباح والثعابين حتى استطاع فريد أن يحصل على الخطاب وقرأ فيه قول المرحوم أنه يعتذر لإسماعيل لأنه وصفه بالحمار ولعله في ساعة رضا يستطيع أن يجد الثروة ولم يفهموا منها شيئاً، ولكن معلوف إستطاع الربط بين كلمة حمار وكلمة ساعة وربط بين الخطاب والساعة المعلقة على الحائط ووجد في رأس الحمار صرة بها مجموعه من الماس، ورأتهم العصابة وطاردتهم للحصول على الماس حتى وصل البوليس الذي أحضره ابن أحمد القتيل، وتم القبض على فريد وعصابته وحصل ضابط البوليس (عزت عبد الجواد) على الماس وقال أنه سيوزع حسب الشرع لأن وصية المرحوم كانت غير قانونية.

## طاقم التمثيل
- إسماعيل ياسين: (إسماعيل)
- إلياس مؤدب: (معلوف)
- ثريا حلمي: (ثريا)
- إستفان روستي: (فريد)
- هدى شمس الدين: (طأطأ)
- عمر الجيزاوي: (مغني)
- عبد الحميد بدوي: (حسن)
- عزيزة بدر: (زوجة حسن)
- طوسون معتمد: (القاتل)
- صالحة قاصين: (عنايات)

## فريق العمل
- إخراج: عيسى كرامة
- قصة وسيناريو: عيسى كرامة
- حوار: جمال حمدي
- مدير التصوير: فيكتور أنطون
- مونتاج: نجيب عرفة
- مهندس المناظر: كامل الحفناوي
- مهندس الصوت: سيد شلبي
- إنتاج: ستوديو جيزة
- مدير الإنتاج: إميل يزبك
- توزيع: منتخبات بهنا فيلم